# San Cono
San Cono ist eine Stadt der Metropolitanstadt Catania in der Region Sizilien in Italien mit 2445 Einwohnern (Stand 31. Dezember 2023).

## Lage und Daten
San Cono liegt 84 km westlich von Catania im Grenzdreieck der Metropolitanstadt Catania und der Provinzen Enna und Caltanissetta. Die Einwohner arbeiten hauptsächlich in der Landwirtschaft und in der Viehzucht. 
San Cono ist bekannt für die Kaktusfeigen, die hier wachsen.
Die Nachbargemeinden sind Mazzarino (CL), Piazza Armerina (EN) und San Michele di Ganzaria.

## Geschichte
Die Gemeinde wurde 1785 von Trigona della Floresta gegründet. 

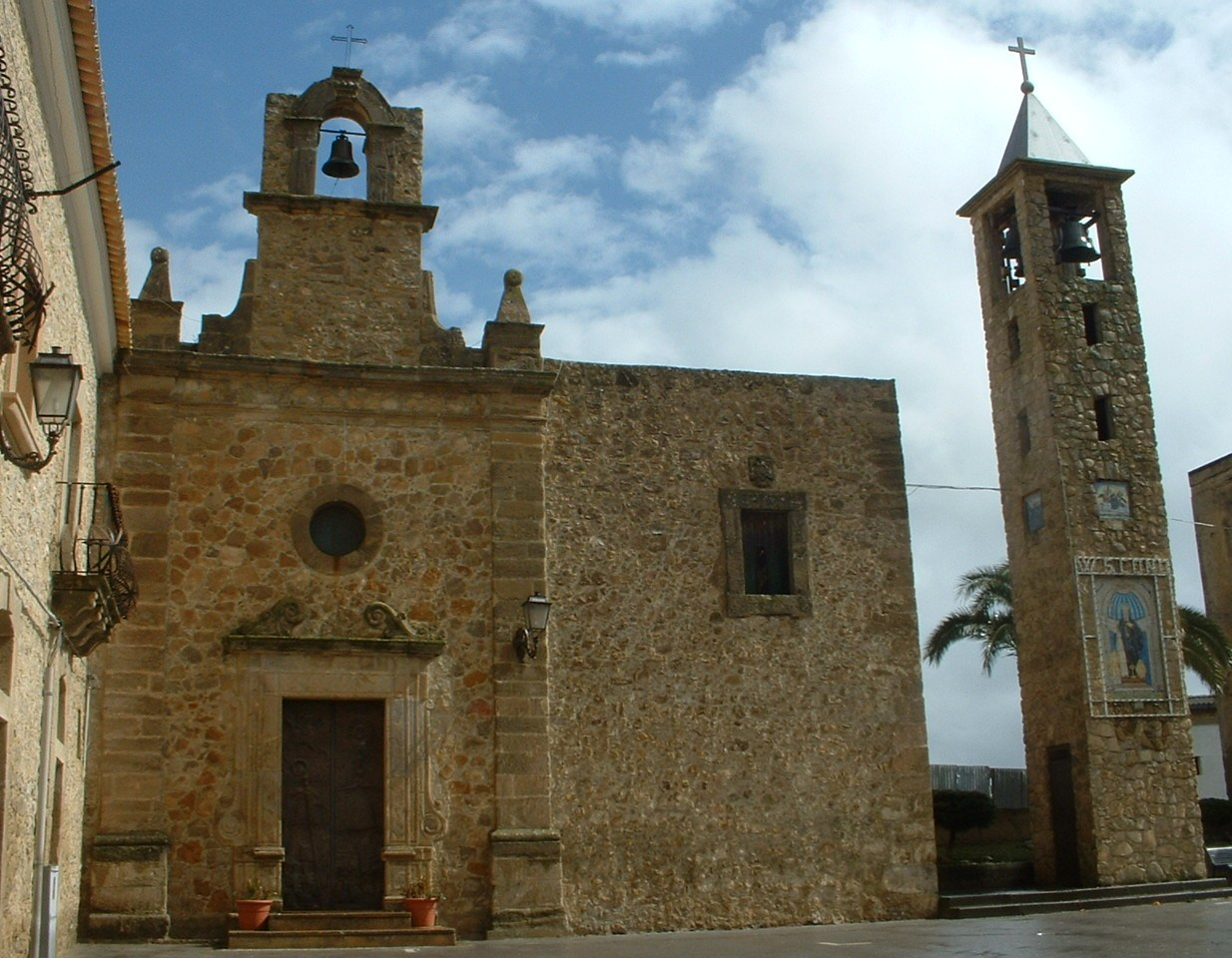
Chiesa dello Spirito Santo

## Sehenswürdigkeiten
Die Pfarrkirche stammt aus dem 18. Jahrhundert und wurde aus Steinen erbaut, die nicht verputzt wurden.